# Withlacoochee (rivière nord)
Pour les articles homonymes, voir Withlacoochee.
La Withlacoochee (du nord) est une rivière des États-Unis qui prend sa source en Géorgie, au nord-ouest de Valdosta. Elle se dirige ensuite vers le sud en Floride et y rejoint la Suwannee dans le Suwannee River State Park à l'ouest de Live Oak. On suppose qu'elle est à l'origine du nom donné à la Withlacoochee du sud qui elle prend sa source au centre de la Floride.

## Étymologie
« Withlacoochee » vient probablement d'un dialecte muskhogéen, ce qui suggère que cette appellation est plutôt récente. Il est composé de we qui en langue creek signifie « eau », thlako (grand) et chee (petite), soit petite grande eau. Cette combinaison de mots signifie « petite rivière » en creek mais comme we-lako ou wethlako fait référence à un lac, il peut également signifier « rivière des lacs » ou « rivière du lac ».  La St. Johns River qui traverse une série de petits et grands lacs était nommée welaka par les Séminoles.